# Jirov
Jirov – wieś w Rumunii, w okręgu Mehedinți, w gminie Corcova. W 2011 roku liczyła 1402 mieszkańców.